# Torneo WTA de Praga 2021
El Prague Open de 2021 fue un torneo profesional de tenis jugado en cancha dura. Fue la 12 edición del torneo que forma parte de los torneos WTA 250 del 2021. Se llevó a cabo en Praga (República Checa) entre el 12 y el 18 de julio de 2021.

## Distribución de puntos
| Modalidad           | Campeona | Finalista | Semifinales | Cuartos de final | 2ª ronda | 1ª ronda | Clasificadas | 3ª ronda de clasificación | 2ª ronda de clasificación | 1ª ronda de clasificación |
| Individual femenino | 280      | 180       | 110         | 60               | 30       | 1        | 18           | 14                        | 10                        | 1                         |
| Dobles femenino     | 280      | 180       | 110         | 60               | -        | 1        | -            | -                         | -                         | -                         |

## Cabezas de serie

### Individuales femenino
| Tenista             | Ranking | Preclasificada |
| Petra Kvitová       | 10      | 1              |
| Barbora Krejčíková  | 17      | 2              |
| Markéta Vondroušová | 42      | 3              |
| Marie Bouzková      | 52      | 4              |
| Kateřina Siniaková  | 64      | 5              |
| Su-Wei Hsieh        | 69      | 6              |
| Nina Stojanović     | 86      | 7              |
| Tereza Martincová   | 87      | 8              |
| Greet Minnen        | 118     | 9              |

- Ranking del 28 de junio de 2021.

### Dobles femenino
| Tenista                           | Ranking | Preclasificada |
| Asia Muhammad Storm Sanders       | 95      | 1              |
| Marie Bouzková Lucie Hradecká     | 102     | 2              |
| Ellen Perez Samantha Stosur       | 137     | 3              |
| Ankita Raina Rosalie van der Hoek | 193     | 4              |

## Campeonas

### Individual femenino
Barbora Krejčíková venció a  Tereza Martincová por 6-2, 6-0

### Dobles femenino
Marie Bouzková /  Lucie Hradecká vencieron a  Viktória Kužmová /  Nina Stojanović por 7-6(7-3), 6-4